# Anaxyrus americanus
Il rospo americano (Anaxyrus americanus (Holbrook, 1836)) è un anfibio della famiglia Bufonidae, nativo degli Stati Uniti d'America e del Canada.